# Flaret
El Flaret és una muntanya de 704 metres que es troba al municipi del Mas de Barberans, a la comarca catalana del Montsià.